# Aspalathus karrooensis
Aspalathus karrooensis är en ärtväxtart som beskrevs av Rolf Martin Theodor Dahlgren. Aspalathus karrooensis ingår i släktet Aspalathus och familjen ärtväxter. Inga underarter finns listade i Catalogue of Life.